# Fabomyia paucijugus
Fabomyia paucijugus är en tvåvingeart som beskrevs av Fedotova 1993. Fabomyia paucijugus ingår i släktet Fabomyia och familjen gallmyggor.
Artens utbredningsområde är Kazakstan. Inga underarter finns listade i Catalogue of Life.